# Dutch Open 1981
Die Dutch Open 1981 im Badminton fanden vom 13. bis zum 15. Februar 1981 in Rotterdam statt. Es war die 34. Auflage der Dutch Open. Das Preisgeld betrug 20.000 D-Mark.

## Finalergebnisse
| Disziplin    | Sieger                         | Finalist                 | Ergebnis    |
| ------------ | ------------------------------ | ------------------------ | ----------- |
| Herreneinzel | Nick Yates                     | Kurniahu                 | 15-10, 15-7 |
| Dameneinzel  | Lene Køppen                    | Jane Webster             | 11-3, 11-3  |
| Herrendoppel | Billy Gilliland Dan Travers    | Mike Tredgett Andy Goode | 15-5, 15-8  |
| Damendoppel  | Gillian Gilks Paula Kilvington | Jane Webster Nora Perry  | 15–7, 15–8  |
| Mixed        | Thomas Kihlström Gillian Gilks | Mike Tredgett Nora Perry | 15-12, 15-6 |

Anmerkungen

Während der auf der offiziellen Seite in den Doppeldisziplinen die hier aufgeführten Paarungen als Sieger publiziert werden, listet Badminton-Sport die jeweils unterlegenen Paarungen als Gewinner. Unterschiede gibt es auch im Dameneinzel. Badminton-Sport führt als Ergebnis des Finales 11-4 und 11-4, newspapers.nl.sg 11-3 und 11-3.